# Сорокуш-малюк білоплечий
Сороку́ш-малюк білоплечий (Thamnophilus melanothorax) — вид горобцеподібних птахів родини сорокушових (Thamnophilidae). Мешкає в Бразилії, Гаяні, Французькій Гвіані і Суринамі.

## Таксономія
Раніше білошийого сорокуша-малюка відносили до роду Сорокуш-малюк (Sakesphorus), однак за розультатами молекулярно-філогенетичного дослідження був переведений до роду Сорокуш (Thamnophilus).

## Поширення і екологія
Білоплечі сорокуші малюкі мешкають на Гвіанському нагір'ї, в рівнинних тропічних лісах, чагарникових заростях і водно-болотних угіддях на висоті до 550 м над рівнем моря.